# ファイヤーフライ 宇宙大戦争
『ファイヤーフライ 宇宙大戦争』（ファイヤーフライ うちゅうだいせんそう、原題：Firefly）は、アメリカのSFテレビドラマシリーズ。2517年の未来を舞台にした西部劇風の宇宙冒険活劇。

## 概要
『バフィー 〜恋する十字架〜』と『エンジェル』のクリエイターであるジョス・ウィードンによってクリエイトおよび3エピソードが監督され、彼の製作会社であるミュータント・エネミー・プロダクションズにプロデュースされた。自然主義の伝統的な西部劇をモチーフとしており、ウィードンはティム・マイナーとともにエグゼクティブプロデューサーを務めた。
アメリカとカナダにおいて、2002年9月20日にFOXネットワークでプレミア放送された。成績が悪かったために14エピソード中11エピソードの放送で打ち切られたが、その後にDVD化されると好調な売り上げを記録し、2003年にはエミー賞のシリーズ視覚効果賞を受賞した。そのため、製作サイドは完結編の企画をユニバーサル・ピクチャーズに持ち込んで劇場映画として実現させ、2005年に『セレニティー』のタイトルで公開された。
アメリカではDVD-BOXが発売されたのに対し、日本では映像ソフトは未発売である（Netflixが配信していた時期もある）。
2022年6月現在はDisney+にて配信されている。

主演のネイサン・フィリオンが2009年に主演したテレビドラマ『キャッスル 〜ミステリー作家は事件がお好き』には本作のパロディーが散見されるほか、オマージュとうかがえるエピソードもある。

## ストーリー
西暦2517年、地球滅亡の後、人類は銀河に広がり新たな惑星に移住していたが、惑星間では貧富の差が広がり、"コア"と呼ばれる中央の惑星は同盟を組んで、反対する独立派を戦争で破って、全惑星を支配下においていた。独立派の元軍曹である、マルコム・レイノルズ（通称マル）は今でも同盟に抵抗する物好きの一人で、セレニティー号の船長である。セレニティー号はファイヤーフライ級の宇宙貨物船。乗員は戦闘員が二人（ゾーイとジェイン）、操縦士（ウォッシュ）、整備士（ケイリー）、牧師とコンパニオン、さらには同盟に追われる兄妹の、8人が乗っている。彼らは寂れた辺境惑星を行き来する宇宙の便利屋で、密輸や強盗、難破船の回収、暗殺など、あらゆる仕事を引き受け、方々でトラブルを起こし、同盟の保安官に追われることもある。辺境宇宙には、野生化した人食い人類リーヴァーが彷徨い、西部開拓時代さながらの無法地帯である。

## 登場人物
マルコム・レイノルズ（マル）
演 - ネイサン・フィリオン
セレニティー号の船長。元は独立派の軍曹だった。同盟が嫌いで、彼らを避けて辺境で活動している便利屋。
ゾーイ・ウォッシュバーン
演 - ジーナ・トレス
元はマルの部下の独立派兵士で、信頼厚い相棒。副長格で戦闘に秀でる。
ホーバン・ウォッシュバーン（ウォッシュ）
演 - アラン・テュディック
ゾーイの夫で、セレニティー号の操舵士。愛妻家。
イナーラ・セラ
演 - モリーナ・バッカリン
船に乗船しているコンパニオン（このドラマではこの社会で高い地位をもつ高級娼婦の意味）。
ジェイン・コブ
演 - アダム・ボールドウィン
元々はマルを捕まえるために雇われた男で、買収されて寝返った。単細胞で粗暴だが、憎めない面もある。武器マニア。
ケイウィニット・リー・フライ（ケイリー）
演 - ジュエル・ステイト
セレニティー号の整備士。メカマニアでこの中古の宇宙船をこよなく愛する変わり者。
サイモン・タム
演 - ショーン・メイハー
リヴァーの兄。医師。もともとは乗客だったが、妹を匿ったことから同盟に追われる身で、船医としてクルーに迎えられる。
リヴァー・タム
演 - サマー・グロー
サイモンの妹。特殊なロボトミー手術をうけた天才少女。未来予知など不思議な力を持ち、同盟に追われている逃亡者。
デリアル・ブック（ブック牧師）
演 - ロン・グラス
タム兄妹と一緒に乗船した乗客で、そのままクルーとなったキリスト教の牧師。武器や戦闘に関する知識も豊富。

## 放映リスト
| No. | タイトル                                  | 放映日 （米国） | 放映日 （FOXムービー） |
| --- | ----------------------------------------- | --------------- | ---------------------- |
| 1   | "Serenity (Part 1)" 「セレニティー 前編」 | 2002年12月20日  |                        |
| 2   | "Serenity (Part 2)" 「セレニティー 後編」 | 2002年12月20日  |                        |
| 3   | "The Train Job" 「列車強盗」              | 2002年9月20日   |                        |
| 4   | "Bushwhacked" 「ブービートラップ」        | 2002年9月27日   |                        |
| 5   | "Shindig" 「契約と名誉」                  | 2002年11月1日   |                        |
| 6   | "Safe" 「魔女狩り」                       | 2002年11月8日   | 2009年10月12日         |
| 7   | "Our Mrs. Reynolds" 「新入り」            | 2002年10月4日   |                        |
| 8   | "Jaynestown" 「ジェインの町」             | 2002年10月18日  |                        |
| 9   | "Out of Gas" 「セレニティー号の危機」     | 2002年10月25日  |                        |
| 10  | "Ariel" 「希望への挑戦」                  | 2002年11月15日  | 2009年10月19日         |
| 11  | "War Stories" 「戦下のきずな」            | 2002年12月6日   | 2009年10月26日         |
| 12  | "Trash" 「再会」                          | 2003年6月28日   |                        |
| 13  | "The Message" 「遺言」                    | 2003年7月15日   |                        |
| 14  | "Heart of Gold" 「荒野に咲く花」          | 2003年8月19日   |                        |
| 15  | "Objects in Space" 「銃はダメ」           | 2002年12月13日  |                        |